# Okrug Jablanica
| Јабланички округ Jablanički Okrug | Јабланички округ Jablanički Okrug |
| Lage in Serbien                   | Lage in Serbien                   |
| --------------------------------- | --------------------------------- |
| Lage in Serbien                   |                                   |
| Staat:                            | Serbien                           |
| Fläche:                           | 2.769 km²                         |
| Einwohner:                        | 255.011 (2002)                    |
| Hauptstadt:                       | Leskovac                          |

Der Bezirk Jablanica (Јабланички округ, Jablanički okrug) befindet sich im südöstlichen Teil Serbiens.
Die Hauptstadt und der Hauptverwaltungssitz des Bezirks ist Leskovac.
Gemeinden im Bezirk sind:
- Opština Leskovac
- Opština Bojnik
- Opština Lebane
- Opština Medveđa
- Opština Vlasotnice
- Opština Crna Trava

Der Bezirk Jablanica hat laut der Volkszählung 2002 eine Einwohnerzahl von 255.011.

## Kultur
Bekannt wurde dieser Bezirk durch den Fund einer römischen Grabstätte aus dem 2. Jahrhundert in Mala Kopasnica. Weitere Sehenswürdigkeiten in diesem Bezirk sind die Klöster mit den Namen Sv. Jovan Krstitelj (dt.: „Heiliger Johannes der Täufer“) und Sv. Devica Marija (dt.: „Heilige Jungfrau Maria“) aus dem Jahre 1499. Weiters gibt es hier auch eine Kirche aus dem 16. Jahrhundert, die ebenfalls dem Heiligen Johannes geweiht wurde und international zu den schönsten europäischen Monumenten gehört.
In der Gemeinde Lebane liegt die archäologische Fundstelle von Iustiniana Prima, einer Stadtgründung des 6. Jahrhunderts.

## Wirtschaft
Der wichtigste Industriebetrieb in diesem Bezirk ist der pharmazeutische und chemische Industriebetrieb „Zdravlje A.D“, ferner sind dort die Kunststofffabrik „Pobeda“, „Tomako“, der Fleischhersteller „Mesokombinat“, der Textilhersteller „Letex“ und der Kosmetikhersteller „Nevena“ angesiedelt.
Koordinaten: 43° 0′ N, 21° 54′ O